# Villarrica (Cile)
Villarrica è un comune del Cile della provincia di Cautín nella Regione dell'Araucanía. Al censimento del 2002 possedeva una popolazione di 45.531 abitanti.

## Società

### Evoluzione demografica
| Censimento del 1992 | Censimento del 2002 |
| 35.867 ab.          | 45.531 ab.          |